# U-63
L'U 63 fu un sommergibile del Tipo U 63 della Kaiserliche Marine tedesca, in servizio durante la prima guerra mondiale.
Prestò servizio prevalentemente nel mar Mediterraneo, attaccando i convogli navali Alleati ed affondando 73 navi per complessive 203.382 t di stazza. Si arrese alle forze britanniche il 16 gennaio 1919, venne demolito tra il 1919 ed il 1920 a Blyth.

## Unità affondate
(Elenco parziale)
- HMS Falmouth, 9 agosto 1916
- HMS Perugia, 3 dicembre 1916
- SS Grigorios Anghelatos, 5 dicembre 1916
- SS Magellan, 11 dicembre 1916
- SS Siani, 11 dicembre 1916
- SS Transylvania, 4 maggio 1917
- SS Snowdon, 19 maggio 1918
- SS Asiatic Prince, 30 maggio 1918
- SS Aymeric, 30 maggio 1918
- SS War Council, 16 ottobre 1918
- SS City of Adelaide, 11 agosto 1918